# Elacatis nigricolor
Elacatis nigricolor là một loài bọ cánh cứng trong họ Salpingidae. Loài này được Pic miêu tả khoa học năm 1929.